# Гарлем (Флорида)
Гарлем (англ. Harlem) — переписна місцевість (CDP) в США, в окрузі Гендрі штату Флорида. Населення — 2441 особа (2020).

## Географія
Гарлем розташований за координатами 26°43′57″ пн. ш. 80°57′7″ зх. д. / 26.73250° пн. ш. 80.95194° зх. д. (26.732435, -80.951847).  За даними Бюро перепису населення США в 2010 році переписна місцевість мала площу 2,75 км², уся площа — суходіл.

## Демографія
Згідно з переписом 2010 року, у переписній місцевості мешкало 2658 осіб у 881 домогосподарстві у складі 641 родини. Густота населення становила 966 осіб/км².  Було 966 помешкань (351/км²).
Расовий склад населення:
| - 95,8 % — чорних або афроамериканців - 2,1 % — білих - 0,2 % — вихідців з тихоокеанських островів - 0,2 % — корінних американців |

До двох чи більше рас належало 1,0 %. Частка іспаномовних становила 3,0 % від усіх жителів.
За віковим діапазоном населення розподілялося таким чином: 32,8 % — особи молодші 18 років, 56,7 % — особи у віці 18—64 років, 10,5 % — особи у віці 65 років та старші. Медіана віку мешканця становила 30,3 року. На 100 осіб жіночої статі у переписній місцевості припадало 84,3 чоловіків;  на 100 жінок у віці від 18 років та старших — 75,5 чоловіків також старших 18 років.
Середній дохід на одне домашнє господарство  становив 33 233 долари США (медіана — 19 778), а середній дохід на одну сім'ю — 32 835 доларів (медіана — 22 625). Медіана доходів становила 45 115 доларів для чоловіків та 26 440 доларів для жінок. За межею бідності перебувало 37,8 % осіб, у тому числі 50,4 % дітей у віці до 18 років та 17,8 % осіб у віці 65 років та старших.
Цивільне працевлаштоване населення становило 619 осіб. Основні галузі зайнятості: освіта, охорона здоров'я та соціальна допомога — 38,8 %, роздрібна торгівля — 17,6 %, публічна адміністрація — 14,4 %.